# Гојко Друловић (глумац)
Гојко Друловић је био југословенски глумац.

## Биографија
Једина Гојкова улога је у култном тинејџерском филму Вишња на Ташмајдану, који су написали Столе Јанковић и Синиша Павић. Гојко је у филму глумио лик Милоша Петровића, а насловну улогу је тумачила Неда Арнерић.
Димитрије Војнов је на фејсбук страници Громаде филмске објавио да се после ове улоге Гојко бавио спољном трговином у Њујорку и да није више међу живима.

## Извори
1. ↑  Jankovic, Stole (1968-07-18), Visnja na Tasmajdanu, Gojko Drulovic, Neda Arneric, Miodrag Petrovic-Ckalja, Avala Film, Приступљено 2025-05-07
2. ↑  „Фејсбук страница Громаде филмске”.